# Carl Frowin Mayer
Carl Frowin Mayer (* 17. August 1827 in Tiengen; † 18. Februar 1919 in Offenburg) war ein Bürgermeister, Kreissekretär, Heimatforscher und Sammler.

## Leben
Carl Frowin Mayer ist geboren in Waldshut-Tiengen und besuchte das Lyzeum in Basel, er wurde Straßenmeister in Fürstlich Fürstenbergischen Diensten in Donaueschingen, und war von 1878 bis 1885 Bürgermeister von Waldshut. Bei Homburg entdeckte er einen Antennendolch aus der Eisenzeit, heute im Badischen Landesmuseum Karlsruhe. Er war ein passionierter Heimatforscher, der gerne mit dem Spaten forschte. Bei Gutenburg fand er unter anderem zwei Lappenbeile. 1885 wurde er in Offenburg Kreissekretär. 1895 entdeckte er alemannische Gräber. Er sammelte nicht nur Heimatliches, sondern auch Mineralien, Tiere und Vögel und Objekte aus den Kolonien. Nachdem seine Wohnung sowie zwei Räume, die die Stadt ihm überlassen hatte, überquollen, stellte ihm die Stadt Räumlichkeiten im Hospitalgebäude zur Verfügung. In 10 Räumen wurde eine Ausstellung geschaffen, die er als Museum für Natur- und Völkerkunde bezeichnete. Bis 1917 leitete er das Museum das bis heute als Museum im Ritterhaus besteht. Die Stadt Offenburg schenkte ihm 1913 aus Dank ein Selbstporträt. Ernst Batzer wurde sein Nachfolger.